# Memorijalno groblje žrtava iz Domovinskog rata u Vukovaru
Memorijalno groblje žrtava iz Domovinskog rata u Vukovaru je najveća masovna grobnica u Hrvatskoj, a i u Europi nakon Drugog svjetskog rata koja se nalazi na istočnom prilazu Vukovara.

## Povijest
Zaključkom Vlade Republike Hrvatske iz travnja 1998. godine, osnovan je Operativni stožer za ekshumacije, identifikacije i pokope žrtava iz masovne grobnice na Novom groblju u Vukovaru; usporedno s procesom ekshumacija i identifikacija žrtava pristupilo je uređenju Groblja hrvatskih branitelja iz Domovinskog rata – današnjeg Memorijalnog groblja žrtava iz Domovinskog rata u Vukovaru.
Cjelokupni prostor današnjeg groblja trebalo je najprije razminirati, a zatim pristupiti raščišćavanju šumom obrasle površine veličine oko 60 000 m2.
Zaključkom Vlade Republike Hrvatske od 16. studenog 2000. godine groblju je utvrđen je status "Memorijalnog groblja žrtava iz Domovinskog rata".

## Groblje
Na groblju je ekshumirano 938 tijela i na tomu je mjestu postavljeno 938 bijelih križeva. U središnjem dijelu groblja 5. kolovoza 2000. godine postavljen je spomenik čiji je autor Đurđa Ostoja. Spomenik je izrađen od patinirane bronce, visok je četiri metra, a u sredini je "zračni" križ i vječni plamen. Na groblju su također izdvojena dva križa, jedan za najmlađu žrtvu Domovinskog rata, Ivana Kljajića koji je imao svega šest mjeseci, i za najstariju žrtvu Domovinskog rata, ženu koja je imala 104 godine.

## Kapela
Kapela Krista Kralja mučenika nalazi se na Memorijalnom groblju žrtava Domovinskog rata.
Izgrađena je kao spomen na žrtve agresije na grad Vukovar i Republiku Hrvatsku. Projekt je nastao zajedničkom inicijativom potpredsjednika Vlade i ministra hrvatskih branitelja Tome Medveda te bivšeg vukovarskog župnika fra Ivice Jagodića.
Arhitektonsko rješenje projektirao je Bogomir Hrnčić, a likovni i liturgijski dizajn izradio je akademski kipar Petar Dolić.